# 嘉米话
嘉米话（藏語：རྒྱ་མི，THL：Gyami，“汉语”），又称甲米话，是四川省青藏高原山脚的汉族使用的语言，在1874年由布赖恩·霍顿·霍奇森记录。
霍奇森认为嘉米话来自于一种特殊的军话，汉族认为嘉米人说羌语、不属于汉族且不使用汉字。梅维恒注意到嘉米话与当地语言的相似性，但仍属于官话。